# Petteri Taalas
Jukka Petteri Taalas (né le 3 juillet 1961 à Helsinki, Finlande) est un météorologue finlandais qui a été directeur de l'Institut météorologique finlandais de 2002 à 2005 et de 2007 à 2015 et secrétaire général de l'Organisation météorologique mondiale de 2016 à 2023.

## Biographie

### Formation
Après son service militaire et sa formation à l'École navale, il devient officier de réserve en 1981 et capitaine de réserve en 2003, après un cursus de défense nationale,. Taalas a étudié la météorologie, la physique, la chimie physique et le développement international à l'Université d'Helsinki. Il a obtenu sa Maîtrise en sciences en 1988, puis un doctorat en météorologie du Département de physique en 1993, à la suite de la présentation de sa thèse sur l'ozone stratosphérique et atmosphérique dans l'Arctique et l'Antarctique,. Il a également suivi une formation en gestion à l'Université d'Helsinki en économie en 1998 et 2004 ainsi qu'en gestion du secteur public en 2003. Auparavant, il a étudié la gestion internationale à l'Université Léonard-de-Vinci à Paris en 1996.
Le finnois est sa langue maternelle. Il parle couramment l'anglais, possède des compétences modérées en allemand et en suédois et des compétences de base en russe et en français.

### Carrière
De 1986 à 1999, Taalas est scientifique puis directeur de recherche à l’unité de recherche sur l’ozone à l'Université d'Helsinki. En 1997, il est devenu maître de conférences à l'Université de l'Est de la Finlande et a également donné des cours à l'Université d'Helsinki et à l'Université technologique d'Helsinki sur la dynamique atmosphérique, le changement climatique global et les observations de la Terre.
De 2002 à 2005, il est nommé directeur général de l’Institut météorologique finlandais, poste qu'il reprendra de 2007 à 2015. Durant le hiatus de 2 ans, il est directeur du Département du développement et des activités régionales de l’Organisation météorologique mondiale (OMM). En 2007, il retourne à son poste à l’Institut météorologique finlandais et y demeurera jusqu’en 2015. En 2016, il est élu secrétaire général de l’OMM, reconduit dans ses fonctions en 2020 pour un second mandat. Le 1er juin 2023, Celeste Saulo est élue secrétaire générale pour lui succéder en janvier 2024,. Il reprend ensuite son poste de directeur général de l’Institut météorologique finlandais.

### Expertise
Sa carrière scientifique a porté sur les polluants atmosphériques, l'ozone, du climat et les technologies satellitaires, publiant plus de 50 articles revus par des pairs. Comme administrateur, Taalas a participé à la coordination de nombreux projets scientifiques et techniques financés par l'Union européenne, l'Agence spatiale européenne (ESA), EUMETSAT, la NASA et les agences nationales de financement. Il a été président du comité national finlandais du Groupe d'experts intergouvernemental sur l'évolution du climat (GIEC), et délégué au GIEC de 2008 à 2015, vice-président du panel des sciences de l'atmosphère de la Commission européenne de 1995 à 2002 et divers autres organismes.

## Distinctions
- Commandeur de première classe de l'ordre du Lion de Finlande